# Дона Флор и два её мужа (роман)
«Дона Флор и два её мужа» (порт. Dona Flor e Seus Dois Maridos) — роман академика Бразильской академии литературы Жоржи Амаду в жанре «магического реализма». Опубликован в 1966 году, переведён на множество языков, включая английский и китайский. Русский перевод впервые опубликован в 1970 году.

## Сюжет
Действие романа разворачивается в Баие 1940-х годов. Завязкой сюжета служит кончина Гуляки — мужа доны Флор, во время карнавала. Вся первая и вторая часть романа посвящена его богемным похождениям и бесчестным способам заработка.
После кончины мужа дона Флор зарабатывает на жизнь содержанием кулинарной школы «Вкус и искусство» (порт. Sabor & Arte). Она всё больше тоскует по умершему супругу, бывшему выдающимся любовником. В это время за молодой вдовой начинает ухаживать фармацевт Теодоро, тихий и образованный человек средних лет. Дона Флор выходит за него замуж, но консервативный муж не в состоянии удовлетворить её страстей, хотя и вводит Флор в состав местного светского общества.
В последней, пятой, части романа дух Гуляки возвращается и начинаются мучения доны Флор — Теодоро добр и внимателен  и очень любит её. Она единственная, кто может ощущать Гуляку во плоти, и уступает его домогательствам. В конце концов, после неудачной попытки вернуть его на тот свет, дона Флор остаётся с обоими мужьями.

## Главные персонажи
- Дона Флор — Флорипедес Пайва Мадурейра дос Гимараэнс
- Гуляка (порт. Vadinho) — Валдомиро дос Сантос Гимараэнс
- Теодоро — Теодоро Мадурейра

## Литературные особенности
Каждая из пяти частей романа вводится кулинарными рецептами доны Флор. Роман написан в реалистической манере, на его страницах выведена целая галерея персонажей из разных социальных слоёв Баии. По подсчётам, в романе действуют 304 персонажа, из которых 137 — реальные лица, выведенные под собственными именами. Во вступлении дона Флор пишет письмо Жоржи Амаду и его супруге Зелии Гатаи. Дона Зелия является также одной из второстепенных героинь романа.
В книге мемуаров «Каботажное плавание» (1992) Жоржи Амаду поведал некоторые подробности работы над романом. По его словам, он хотел закончить повествование на дилемме доны Флор:

 …Ей до смерти хотелось отдаться Гуляке, первому своему мужу, хотелось так сильно и нестерпимо, что он пришёл к ней с того света… Дону Флор обуревает желание компенсировать ему тяготы пути, оплатить дорожные издержки. Однако она ведь не какая-нибудь, прости господи, а благопристойная мещаночка, крепко опутанная предрассудками и условностями вроде, например, супружеской верности и святости семейного очага… Помимо того обстоятельства, что дона Флор — принципиальная противница адюльтера, она любит своего аптекаря и не хочет ему изменять.

По мысли автора, дона Флор, проведя сеанс магии, чтобы вернуть Гуляку в место, откуда нет возврата, должна терзаться угрызениями совести. После этого только смертью она должна искупить свою вину.

 Когда в кабинет вошла Зелия, я ей сказал: «Твоя подружка дона Флор отколола номер, выкинула коленце, удрала штуку. Кто бы мог подумать!»

<…> Герои учат своих создателей, учат не насиловать реальность, не ломать характеры об колено, не выдумывать умозрительные фигуры, а главное — помнить, что мы не боги, а всего лишь писатели.

## Издания на русском языке
- Амаду Ж. Дона Флор и два её мужа. История о нравственности и любви. Роман. Перевод с португальского Ю.Калугина, предисловие О.Волкова. Худ. Р. Вардзигулянц. М.: Прогресс, 1970. 448 с.
- Амаду Ж. Дона Флор и два её мужа. Пастыри ночи. Старые моряки. Кишинёв: Картя Молдовеняске, 1983. 768 с.
- Амаду Жоржи. Донна Флор и два её мужа. Серия «Библиотека зарубежной классики». Роман. Пер. с португальского. М.: Правда, 1986. 512 с.
- Амаду Ж. Собрание сочинений в 3-х томах. Том 2. Старые моряки. Повесть. Дона Флор и два её мужа. Роман. М.: Худ.литература, 1987. 640 с.
- Амаду Жоржи. Донна Флор и два её мужа: История о нравственности и любви. Пер. с португ. Ю. Калугина. Послесл. Ю. Дашкевича. Ил. Р. Вардзигулянца М.: Правда, 1990. 512 с.
- Амаду Ж. Дона Флор и два её мужа. СПб.: Химия, 1992. 400 с.
- Амаду Ж. Дона Флор и два её мужа. История о нравственности и любви // Избранные произведения в 3-х томах. Т.1. СПб.: Химия, 1993. 400с.
- Амаду Ж. Дона Флор и два её мужа. Серия: Каприз. Женские любовные романы. М.: Вече, РИПОЛ, 1993. 352 с. ISBN 5-7141-0004-2; 5714100042
- Амаду Ж. Дона Флор и два её мужа. История о нравственности и любви. Серия: Азбука — Классика. СПб. Издательство «Азбука», 1999. 492 с. Мягкий переплёт.
- Амаду Ж. Дона Флор и два её мужа. Роман. Серия: «Книга на все времена». — М.: АСТ, Астрель, 2010. 476 с.

## Экранизации
В 1976 году бразильский режиссёр Бруну Баррету экранизировал роман. В главных ролях — Соня Брага и Жозе Вилькер.
В 1982 году американский режиссёр Роберт Маллигэн по мотивам фильма Бруно Баррету поставил ремейк — «Поцелуй меня на прощание» (англ. Kiss Me Goodbye). Сюжетная линия была сохранена, но действие было перенесено в США.
В 1998 году был поставлен небольшой сериал (20 серий). В главной роли — Жулия Гам, Эдсон Селулари и Марку Нанини.